# رخويات
الرِخْوِيَّات(ملاحظة 1) (الاسم العلمي: Mollusca) هي ثاني أكبر شعبة من الحَيَوانات اللافَقارية. وهي سبع طوائفَ، أهمها: طائفة المَحَارِيَّات، وطائفة القواقع أو البَطْنِقَدَميات، وطائفة الرأسِقَدَميات، ومعظم حيوانات هذه الطائفة البحرية في مياه عذْبة-، وطائفة ثنائية العصب، وطائفة مجدافية القدم، وطائفة وحيدة اللوح وهي نوع واحد، وهو: حَيَوانٌ رِخْوٌ بُدائي يسمى: «نيوبلنا جالانيا».
وللرِخْويات جميعِها صفاتٌ مميزة نشأتْ بطرائقَ مختلِفة في المجموعات المتنوعة، وهي:
- القدم: وهو عضو يقع في الجزء السفلي أو البطني من الجسم ويتركب من كتلة عضلية وهو عضو الحركة عند الرخويات المتحركة.
- العباءة: وهي ثنية جلدية تحيط بالجسم ويوجد بينها وبين الجسم تجويف يسمى تجويف البرنس الذي يحتوي على الخياشيم.
- الصدفة: يفرزها البرنس وتختلف في الشكل وتكون إما ذات مصراعين أو ذات مصراع واحد وتتركب الصدفة ذات المصراعين من تصفين كل منهما على هيئة طبق متشابهان غالبا في الشكل والحجم ويرتبطان مفصليا وينفتح المصراعان عندما يتنفس الحيوان ويتناول طعامه ويقفل المصراعان بإحكام إذا أثيرت أو هددت بالجفاف وذلك بواسطة عضلة قافلة متصلة بمصراعي الصدفة، أما الصدفة ذات المصرع الواحد فهي تأخذ شكل انبوبة حلزونية ملتوية وهي أصداف القواقع المألوفة الرخويات الرأسقدميات الوحيدة التي لها صدفة حقيقية تعيش داخلها أما البزاقات التي ليس لها صدفة على الإطلاق فهي بطنقدميات تنتمي إلى مجموعة من القواقع وتتركب أصداف الرخويات من كربونات الكاليسوم بصفة خاصة.
- تعيش معظم أنواع الحيوانات الرخوية في المياه المالحة على شواطئ البحار والبحيرات وبعضها في المياه العذبة والبعض الأخر يوجد في الصحارى والغابات والمزارع ويبلغ عددها 45.000 نوع ومثل هذا العدد تقريباً يكون أنواعاً متحجرة من الحفريات ، وهي كائنات طليقة حرة وتتحرك بالزحف البطيء عادة وبعضها يزحف حراً وتوجد ملتصقة بالأحجار والأعشاب والنباتات المختلفة وبعضها لها قيمة اقتصادية نافعة وتصنع من أصدافها الأزرار وأنواع أخرى تنتج اللؤلؤ وغيرها يؤكل والآخر يلعب دوراً هاماً كعوامل متوسطة لكثير من الديدان الطفيلية ولذلك له أهمية علمية وطبية ومن أمثلة الرخويات المعروفة الكيتون ومحار الماء العذب وبلح البحر والقواقع الصحراوية والحبار أو السبيط والأخطبوط وتتغذى على النباتات والحيوانات .
- ثلاثية الطبقات.. تتكون من طبقة الإكتودرم وطبقة الميزودرم المتوسطة والطبقة الداخلية الإندودرم وجسمها غير مقسم وتتكون الطبقة الخارجية من صف واحد من الخلايا وتشمل خلايا غدية مخاطية وهي مهدبة غالباً
- الجسم قصير عادة ويحيط به من الناحية الظهرية غلاف البُرنس والذي يفرز صدفة جيرية أو كلسية من مادة كربونات الكالسيوم . وإما أن تتكون من قطعة واحدة أو اثنين أو ثمانية، وقد تكون مندغمة أو ضامرة أو داخلية في بعض الأنواع .
- يتكون الجسم من رأس وقدم عضلى وقد يتحور القدم لتأدية وظيفة الحركة مثل الزحف والحفر أو العوم ولا يوجد رأس في بعض الأنواع مثل محار الماء العذب والدينتاليم .
- الجهاز الهضمى: يشمل الجسم على قناة هضمية كاملة على شكل حرف U أو ملتوية وتبدأ بفتحة الفم بالمقدمة وتنتهى بفتحة الشرج في المؤخرة ويحمل الفم شريط كيتينى يعرف بالسفن ويتكون من صفوف عرضية من أسنان صغيرة ويعرف أحياناً باسم حامل الأسنان أو المبرد، وتفتح في القناة الهضمية الغدة الكبدية أو الكبدية البنكرياسية وغالباً الغدد اللعابية.
- ويتركب الجهاز الدورى من قلب ظهرى مكون من بطين وأذين أو أذينان يحيط به التجويف التامورى ويخرج منه أورطى أمامى وعدد من الأوعية .
- تتنفس الرخويات بواسطة الخياشيم غالبية في الأنواع المائية وبالرئة في الأنواع البرية وأحياناً عن طريق البرنس أو الطبقة الإكتودرمية الخارجية .
- تتم عملية الإخراج عن طريق الكلى زوج أو اثنين أو واحدة فقط وهي متصلة بالتجويف التامورى والأوردة .
- الجهاز الإخراجىي: السيلوم ويختصر على التجويف التاموري والكلوي والتناسلي وباقى تجويف الجسم الداخلي، وهو عبارة عن تجويف دموي.
- الجهاز العصبي: ويتكون عادة من ثلاثة أزواج من العقد العصبية، وتتصل بعضها ببعض بأحبال عصبية طولية وعرضية ويوجد في بعضها أعضاء للحس (الشم واللمس والتذوق) وأعضاء أخرى للإبصار عيون بسيطة أو مركبة وعضو اتزان
- الجهاز التناسلي: الأجناس منفصلة عادة وبعضها (خنثى) مثل القواقع الأرضية والإخصاب خارجى أو داخلى ويوجد أثناء نموها طور يرقى مطوق تروكوفور يكون جسم الحيوان الكامل أو النمو مباشر ولا يوجد تكاثر لا جنسى .

## فوائد الرخويات
تستخدم الرخويات مثل محار الكوكل وبلح البحر والحلزون البحري أو المحار كطعام وتعتبر الرخويات منذ آلأف السنين أهم مصدر للطعام بالنسبة للأشخاص الذين يعيشون بالقرب من الشواطئ ويوجد في بعض أجزاء العالم روابي وجسور من أصداف الكوكل والمحار مختلطة مع أدوات حجرية.
ويستفاد من الرخويات للحصول على اللؤلؤ وكان أول مصدر لها محار الماء العذب المسمى يونيو وقد حصل يوليوس قيصر على كمية منه عندما غزا بريطانيا وقد أستخدم بعضها كغطاء لأحد الدروع وتم وضعه في معبد فينوس في روما والآن يتم الحصول على اللؤلؤ كناج ثانوي من محار المياه البحرية من جنس بنكتادا ولهذا المحار صدفة مفلطحة كبيرة تختلف كثيرا عن صدفة المحار الذي يؤكل ويتم صناعة مواد الزينة والأزرار من صدفة المحار.

## هوامش
- ملاحظة 1 والرِّخْو (بكسر الراء) أفصح. قال في «قاموس الأطباء[3]»: مُثَلَّثَة [أيْ: يجوز كسرُ الراء، وفتحُها، وضمُّها): الهَشُّ من كل شيء، قاله فى «القاموس». وقال ابو منصور كلام العرب الجَيِّد «الرِخْو» بالكسر، قاله: الأصمعيُّ، والفراء، قالا: و«الرَّخو» بالفتح مُوَلَّد. انتهى. وفي «المدخل إلى تقويم اللسان»:[4] «و(الرِخْوُ): وفيه لغتان، يُقالُ: رِخْوٌ، بكسر الراء وإسكان الخاء، وهي أَفصحُ. ويُقالُ: رَخْوٌ، بفتح الراء مع إسكان الخاء».